# Spiritisme
Ne pas confondre le spiritisme avec la spiritualité, ni avec le spiritualisme.
Cet article traite de la communication avec le monde immatériel à toutes les époques et dans toutes les cultures et religions. Pour la doctrine philosophique codifiée par Allan Kardec, voir : spiritisme (Allan Kardec).
 (mai 2023).
Si vous disposez d'ouvrages ou d'articles de référence ou si vous connaissez des sites web de qualité traitant du thème abordé ici, merci de compléter l'article en donnant les références utiles à sa vérifiabilité et en les liant à la section « Notes et références ».

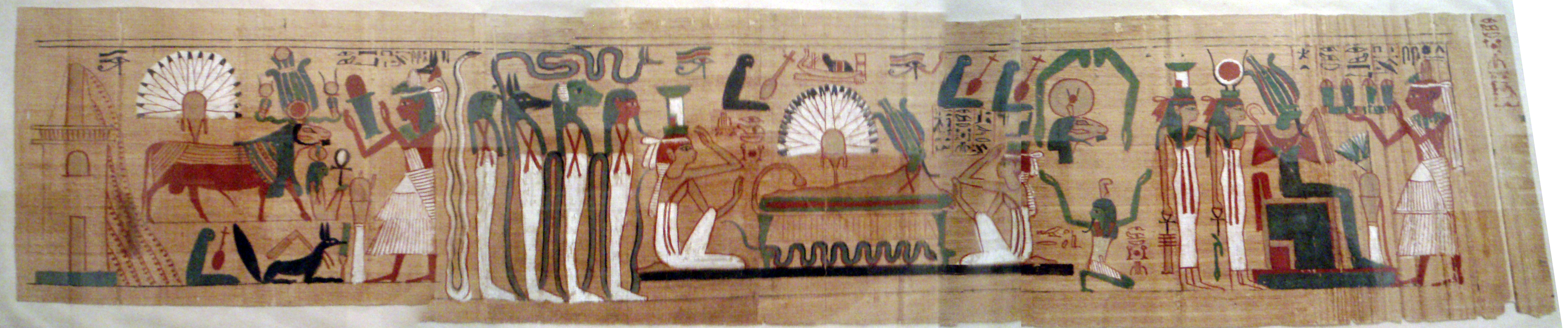
Ancien papyrus égyptien représentant le voyage après la mort.

Le terme de spiritisme désigne, par généralisation, l'ensemble des pratiques, anciennes ou actuelles, impliquant des rites de communication avec des êtres non physiques, reconnus ou autodéterminés comme l'âme des défunts, des anges, des saints catholiques, des démons, des divinités, etc.
Il est inventé en 1857 par Hyppolite Léon Denizard Rivail, et publié pour la première fois dans le Livre des Esprits. Il désigne d'abord la « doctrine » spiritualiste qu'il a codifié,, désigné plus tard sous le nom de « spiritisme kardéciste », « kardécisme », « kardécianisme ». Il désigne ainsi progressivement l'ensemble des cultes impliquant une communication avec l'au-delà au moyen d'un médium (ex : spiritisme umbandiste, spiritisme chamanique, etc).

## Histoire
Historiquement et géographiquement, la croyance en l'intervention d'esprits désincarnés dans notre réalité et la manière de les invoquer ou de les calmer, est certainement l'une des plus anciennes et des plus répandues qui soit dans les civilisations humaines.

### Mésopotamie antique
Pour les Assyriens et les Babyloniens de Mésopotamie, les morts étaient un souffle, une vapeur. Ils pouvaient hanter les maisons. Le destin des hommes était fixé dans l'autre monde. Les morts connaissaient la destinée des vivants et pouvaient leur donner des conseils.

### Égypte antique
Les anciens Égyptiens croyaient en un Ka, que certains[Qui ?] auraient relié au périsprit du mort, au sens du terme « périsprit » donné par le spiritisme. C'est ce Ka qu'ils essayaient de retenir dans le tombeau en lui préparant des offrandes. Dans certaines conditions ils invoquaient les morts pour obtenir d'eux des rêves prémonitoires.

### Grèce antique
Dans la Grèce antique, l'évocation des morts était codifiée : la communication avec les défunts faisait partie intégrante de la religion, disposait de ses prêtres, de ses temples, et même de sa fête annuelle  en Europe.
Platon, adepte du culte à mystères d'Eleusis, présente dans certains de ses livres, notamment dans le Phédon, et également le « mythe d'Er le Pamphylien » dans La république, une vision très proche de celle du spiritisme. Socrate, qui était clairaudient, fut initié par Pythagore aux mystères, et était guidé par son esprit protecteur qu'il appelait « Dæmon ».

### Monde celte préchrétien

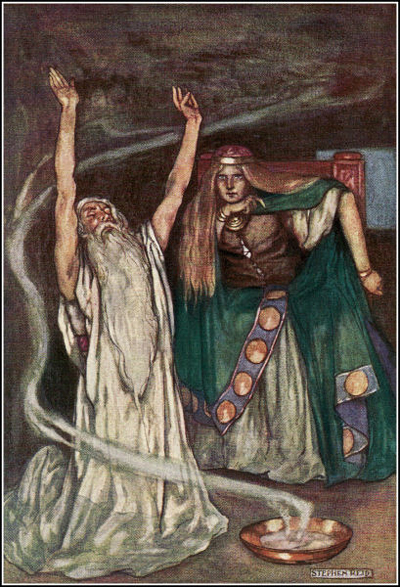
Vue d'artiste d'un druide celtique.

En Gaule, les druides, et plus particulièrement les Vates, invoquaient régulièrement les morts dans des enceintes de pierre édifiées en pleine nature. Peuple et souverains les consultaient. Ce fut le cas de Vercingétorix qui, avant de soulever la Gaule contre César, se rendit chez les prêtresses de l'île de Sein pour consulter les âmes des héros morts. À la même époque, les religions nordiques se construisaient autour de la communication permanente entre le clan et ses défunts qui le protégeaient, puisqu'ils étaient détenteurs du plein savoir. Une communication d'autant plus permanente qu'il n'existe pas de frontière réelle entre les deux mondes.

### Rome antique
Le monde romain, qui s'adonnait volontiers à des pratiques magiques, les réprouva à peu près de tous temps dans ses lois, dès la Loi des Douze Tables mais celle-ci ne semblait pas viser les nécromants. Le régime impérial, autoritaire, n'aimait guère les devins qui, autant que les vendeurs de philtres et de charmes, pouvaient encourager les ambitieux à l'assaut du pouvoir : Tibère, Néron, Claude, Dioclétien sévirent sans succès, comme en témoignent de nombreux procès en sorcellerie.
Par culture et par tradition, les empereur, les généraux, et tout le peuple de la Rome antique se pressaient chez les sibylles, des prophétesses dont le ministère fondé sur la communication avec l'au-delà s'exerça d'abord en Grèce, avant d'être popularisé dans toutes les contrées du vaste empire. La plus célèbre d'entre elles était la sibylle de Cumes, prêtresse d'Apollon. Elle rendait par écrit les oracles qui lui parvenaient du royaume des morts.

### Shintoïsme au Japon
Selon le shintoïsme, religion ancestrale du Japon, un nombre considérable d'esprits invisibles, les kamis, interagissent en permanence avec les humains et dans les évènements terrestres.

### Vaudou caribéen
Vers 5000 av. J.-C., les Antilles furent colonisées par un peuple venant d'Amérique du Sud : les Tainos du groupe des Arawaks. Ceux-ci croyaient en des dieux artisans et en un monde peuplé d'innombrables « esprits » capables de se métamorphoser à volonté.
À partir du XVe siècle la colonisation européenne débute et un peu plus tard l'importation d'esclaves africains compléta ce métissage, d'où naquit le vaudou à Haïti. Celui-ci combine les croyances issues des Tainos avec celles venus d'Afrique, notamment du golfe du Bénin (Yoruba, Bakongo, Dahomey) avec les rites catholiques des colons français, installés aux Antilles à partir du XVIIe siècle.
Le vaudou est centré sur le culte d'innombrables « esprits » ou dieux appelés loa qui gouvernent tous les domaines de l'existence : la fertilité, la mort, les animaux, etc. Ancien dieu haïtien de l'amour, de la sexualité et de la fertilité, Guédé apparait dans le vaudou d'Haïti comme un dieu de la mort, qui désigne en plus un ensemble de loa liés simultanément à la fertilité et la mort. Le plus important de ceux-ci est Baron Samedi (ou Baron La Croix ou Baron Cimetière) qui, selon les traditions, est le chef des « esprits », leur père ou l'un des aspects de Guédé. En plus de dessins rituels tracés sur le sol et nommés vévés, des offrandes comme des coqs noirs, des friandises, des cercueils miniatures ou des bouteilles de rhum gainées de sequins sont offertes pour invoquer ces esprits très nombreux, à des fins variées : divination, psychopompe, etc.
Deux synthèses locales comparables au vaudou sont appelées respectivement candomblé au Brésil, et santeria à Cuba.

### Animisme des traditions premières

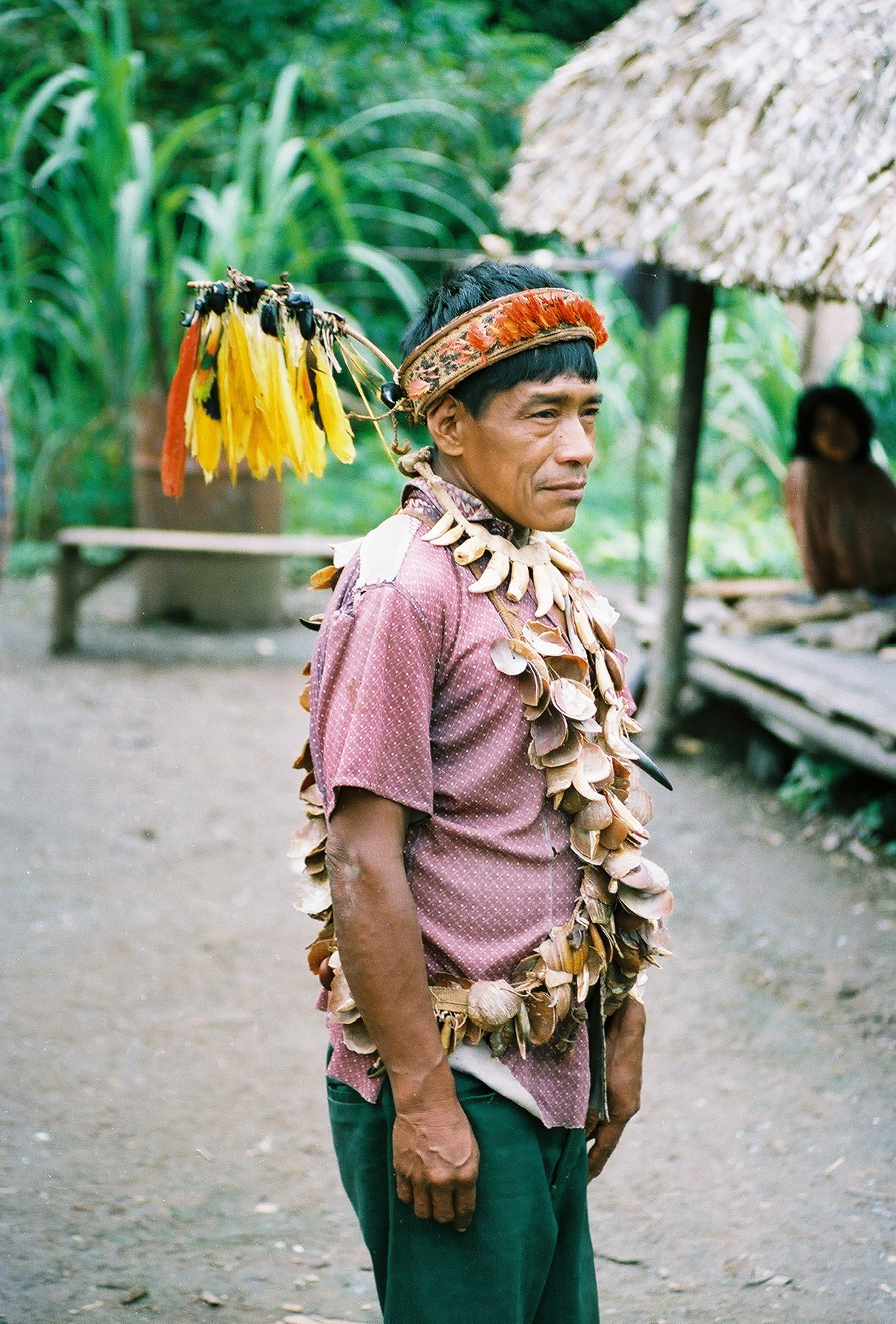
Chaman de l'Amazonie en 1988.

La majorité des traditions animistes, dites premières, entretiennent une communication avec l'au-delà par le biais du chamanisme. Les chamans des premiers peuples d'Amérique, d'Asie, de l'extrême Nord de l'Europe, de l'Afrique et de l'Océanie assurent le lien entre le visible et l'invisible. Les échanges avec les défunts ne représentent qu'une part de leurs fonctions. Le chamanisme se perpétue encore de nos jours.

### Tradition hébraïque
La loi de Moïse, le Deutéronome, interdit aux hébreux d'interroger les spectres et d'invoquer les morts (Dt 18,11). Selon le premier Livre de Samuel, Saül consulta néanmoins la nécromancienne d'Endor pour s'entretenir avec l'esprit de Samuel avant une bataille contre les Philistins (1S 28,7-25).

### Tradition des Évangiles
Certains auteurs des Évangiles comparent les anges à des esprits et utilisent ces deux mots comme synonymes (He 1,6-7, He 1,13-14, Ac 8,26-29 et Ac 10,19-20). En Grec ancien, langue des Évangiles, le mot « ange » signifie « messager ». Marie dialogue avec l'Ange Gabriel et Jésus s'entretient avec Moïse et Élie, tous les deux pourtant décédés au moment de cet entretien (Mt 17,1-3). Même s'il s'agit de discussions entre humains et esprits, la nuance avec le spiritisme tient au fait qu'il s'agit d'apparitions et non de venues de morts à la suite d'invocations. L'avenir n'est pas révélé à la demande de l'humain mais au contraire, l'esprit est le messager de Dieu.

### Position des religions monothéistes envers le spiritisme au Moyen Âge

#### Église chrétienne
En l'an 318, l'empereur Constantin, comme plusieurs de ces prédécesseurs non chrétiens, publie un décret interdisant « la communication avec les âmes des défunts ». Certains temples des sibylles sont alors détruits. Durant les siècles suivants le clergé lutte contre cette pratique qui faisait la force des anciennes religions et le pouvoir de leur clergé et l'associe généralement au diable.
La nécromancie devient alors synonyme de magie noire, dans le sens où l'on considère que ce sont des démons qui se manifestent et non plus des esprits. C'est l'avis de Lactance (vers 300) et d'Augustin comme de la plupart des Pères de l'Église au Moyen Âge :
- Dieu interdisant aux anciennes tribus d'Israël de chercher à communiquer avec les morts (Deutéronome), la réponse à une telle invocation est une désobéissance qui ne peut venir que des démons.
- Dans l'anthropologie chrétienne, l'homme étant libre, il n'a pas de destin, il est donc impossible de prédire son avenir. Toute parole sur son avenir ne peut être qu'un mensonge — par opposition, la prophétie est toujours conditionnelle, elle est un avertissement sous forme d'appel à la pénitence, sur les conséquences d'un comportement néfaste —.

#### Église catholique d'Occident
Au XIIe siècle, par l'intermédiaire de traductions latines de l'arabe, la nécromancie, élevée à la dignité de science, devient quasiment un savoir que l'on traite comme tel. Les expériences « nigromantiques » se retrouvent dans des traités de magie comme le Picatrix, le Liber sacratus ou le Liber vaccae qui circulent dès le XIIIe siècle et dont il est assuré (qui? Référence?) qu'ils étaient lus avec attention dans les milieux lettrés, les cours royales, princières, et jusqu'à la Curie romaine.
Au XIVe siècle, de nombreux procès impliquant de hauts personnages ou des savants comme Cecco d'Ascoli (1327) témoignent de cette effervescence intellectuelle autour de la nigromancie.

#### Islam
Mahomet s'entretient avec l'Ange Gabriel. Par ailleurs, les djinns invisibles (ou jinn) peuvent intervenir dans la vie courante. Le marabout est une figure traditionnelle de l'Afrique. Des mystiques musulmans affirment être en contact avec l'au-delà — par exemple, Riaz Ahmed Gohar Shahi. Enfin, la manifestation des défunts est considérée comme une possibilité par la plupart des courants de pensée de l'Islam.[réf. nécessaire] (Qu'en dit le Coran?)

### Temps modernes
Au XVe siècle, le ton change. De l'idée de commerce avec les démons, on passe à celle de pacte avec le Diable et on pense que les sorciers, et surtout les sorcières, constituent une secte dont l'objectif est de renverser l'ordre chrétien.
L'intérêt pour la nécromancie ne s'éteint pourtant pas et se perpétue même au sein de l'élite ecclésiastique sous des prétextes tolérés. C'est ainsi qu'en France, en 1588, Noël Taillepied (1540-1589), docteur en théologie, publia à Rouen un livre intitulé Psychologie ou traité de l'apparition des Esprits à savoir des âmes séparées, fantosmes, prodiges, accidents merveilleux dans lequel il écrit :

« Souvent il advient que quand aucun de nos parents demeurant en pays lointain seront grièvement malades, nous oyrons tomber en la maison des choses qui sembleront pesantes et feront un mervelleux bruit : puis après on trouvera cela être devenu à l'heure mesme qu'iceux parents seront trepasses. C'est une chose comme ordinaire à quelques-uns que quand une personne doit mourir, ils oyron ouvrir ou fermer les fenestres et les portes, quelqu'un monter par les degrés et autres cas semblables quelquefois un Esprit se montrera dans la maison, ce qu'apercevans, les chiens se jetteront entre les jambes de leurs maistres et n'en voudront partir, car ils craignent fort les Esprits. »

John Dee (1527-1608) est un mathématicien et astrologue qui témoigna de communications avec les anges par le biais de médiums.

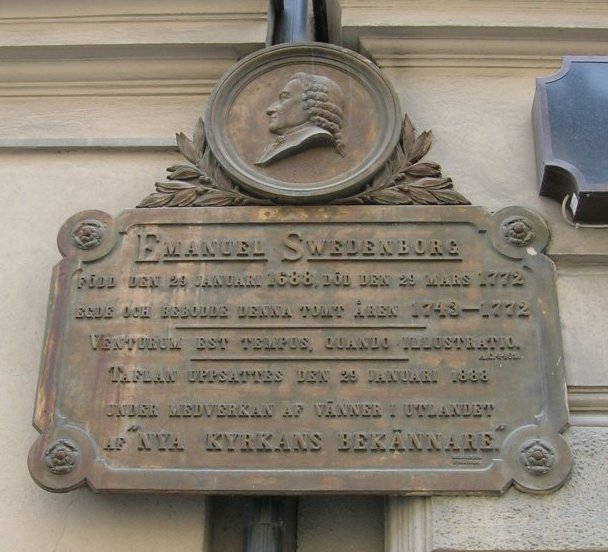
Plaque commémorative sur la façade de la maison d'Emanuel Swedenborg, à Stockholm.

Emmanuel Swedenborg (1688-1772) est le premier scientifique moderne à publier une importante littérature basée sur des visions qu'il prétendait recevoir de l'au-delà et sur des échanges qu'il prétendait avoir avec les anges et les esprits. Ce savant se montre polyvalent, à la fois mathématicien et théologien, physicien et naturaliste. Fort de sa renommée, il décide à l'âge de 56 ans de se consacrer au « mystère de l'âme ». Il passe les 27 dernières années de sa vie à côtoyer « le monde des esprits », « les bons et les mauvais ». Il produit une dizaine d'ouvrages inspirés de ses visions de l'au-delà. Ses idées encouragent de nouveaux courants de pensée, comme le martinisme ou celui des théosophes.
Justinus Kerner (1786-1862) publie le compte rendu de ses observations sous le titre Die Seherin von Prevorst, Eröffnungen über das innere Leben des Menschen und über das Hineinragen einer Geisterwelt in die unsere (« La voyante de Prevorst, considérations inaugurales sur la vie intérieure de l'être humain et l'intervention d'un monde des esprits dans le nôtre »).
À la suite de la découverte du « magnétisme animal », Franz Anton Mesmer élabore une méthode appelée mesmérisme.
Il s'agit alors d'une nouvelle thérapeutique liée à une façon originale de concevoir la santé et la maladie. En 1779, dans un Mémoire sur la découverte du magnétisme animal, Mesmer expose en vingt-sept points les principes de son système. Il affirme qu'un fluide physique emplit l'univers et relie les hommes, les animaux, la terre et les corps célestes entre eux. La maladie ne serait que le résultat d'un engorgement de cette « énergie » à certains endroits du corps. Rétablir une circulation harmonieuse du fluide favoriserait la guérison. Un des disciples de Mesmer, Armand Marc Jacques de Chastenet de Puységur, fait la découverte du « somnambulisme magnétique », ancien nom de l'hypnose. Les études sur le fluide des êtres vivants conforteront Allan Kardec dans sa théorie qui affirme que ce fluide est le moyen utilisé par les esprits pour se manifester.

### XIXesiècle
Selon Prado[Qui ?], avec l'essor du spiritisme au XIXe siècle, une composante viendra alimenter son système de pensée et de pratiques. Il s'agit des « sciences ». À l'époque, le monde scientifique montra un fort intérêt pour les tables tournantes, les ouija, l'écriture automatique, ou encore la capture d'ectoplasme. Pour les uns, il s'agissait d'en prouver la supercherie, pour d'autres de prouver la véracité de tels phénomènes extraordinaires. Certains détracteurs du début furent convaincus du bien-fondé des « phénomènes spirites » par la suite.
A la fin du XIXe siècle toutes une série de protocoles sont théorisés et appliqués dans les séances afin de valider les conditions de l’expérience de façon scientifique. Chaque objet de la pièce est minutieusement placé et le corps des médiums est soumis à un contrôle des plus stricts (ligotage, immobilisation contrôlante, toucher minutieux). 
La psychologie a fortement été interpellée par les phénomènes dits spirites. Un des premiers auteurs à proposer une théorie de l'inconscient en France s'était proposé d'expliquer le mouvement des planchettes spirites ou des tables : Pierre Janet (1859-1947) étudiait les formes les plus élémentaires et rudimentaires de l'activité humaine. Ces activités étaient caractérisées par des mouvements du corps spontanés, réguliers et non déterminés par le libre arbitre.
Il considérait l'existence d'une part « automatique » de la conscience. Si les activités supérieures de la conscience sont caractérisées par l'unité (la puissance volontaire et indivisible de la conscience), celles de la « conscience automatique » se manifestent par des sentiments, des actions multiples et indépendantes les unes des autres. Bref, notre esprit peut nous conduire à réaliser des actions dont on n'a pas conscience. Cette psychologie préfigure la théorie des « états de conscience altérés ». Celle-ci serait explicative du « syndrome de personnalité multiple », dont la symptomatologie ressemble si fort aux transes « possessionnistes » ou « spirites ».
Pour Janet, les conditions de prestation du « médium spirite » induisent une « fragmentation de la conscience », une partie de celle-ci devient inconsciente et perçue comme étrangère à lui-même. Cette « désagrégation psychologique » expliquerait pourquoi le spirite ignore son mouvement et la pensée qui dirige ce mouvement, lors d'une communication par « écriture automatique » par exemple. Il y aurait, chez le « spirite expérimentateur », la formation d'une seconde série de pensées inconscientes. Il éprouve alors l'impression qu'une intelligence extérieure guide les mouvements pour communiquer des idées. Cependant, ces idées sont bien les siennes, bien qu'elles soient dissociées de sa conscience et de sa perception corporelle.
Avec Janet, apparaît l'idée d'une « dissociation mentale » qui permettrait à des idées interdépendantes de se séparer du système de la conscience normale. Cette dissociation fut également postulée par Jean-Martin Charcot (1825-1893) pour qui « un état hypnoïde » était caractérisé par un état de conscience différent, où les idées exprimées demeuraient isolées de celles exprimées par la conscience. Breuer puis Freud vont développer des concepts similaires à ceux de Charcot et Janet. Pour la psychanalyse classique, il ne faisait aucun doute que toute « manifestation spirite » était le fait de « l'inconscient ».

#### Aux États-Unis
Le spiritisme kardéciste est à distinguer du spiritualisme[Lequel ?], même si les deux termes ont parfois été confondus ou utilisés de façon interchangeable dans la littérature anglaise, principalement. Allan Kardec rejette le terme de spiritualisme utilisé dans le monde anglo-saxon au profit de spiritisme, considérant que le spiritualisme fait trop penser à une opposition avec le matérialisme.
Vers 1848 à Hydesville, une bourgade de l'État de New York, aux États-Unis, les sœurs Fox sont les témoins de bruits inexpliqués. Les coups entendus répondaient aux questions de la famille et se produisaient devant témoins. L'origine fut attribuée à l'esprit d'un défunt. Ce phénomène provoqua très vite un véritable engouement. Un comité d'études fut fondé afin d'examiner ces manifestations insolites. D'autres personnes parvinrent à reproduire la méthode des sœurs Fox pour communiquer avec l'au-delà, et la mode des tables tournantes se propagea jusqu'en Europe.
Sans aucune éducation scientifique, Andrew Jackson Davis parvient à produire des ouvrages très complexes. Il affirme dicter ses textes alors qu'il se trouve en état de transe et acquiert aux États-Unis une réputation de médium et de magnétiseur.
L'inventeur américain Thomas Edison, intéressé très tôt dans sa vie aux questions de spiritisme a eu le projet de créer un appareil censé permettre de rentrer en communication avec les morts en enregistrant leurs voix et leurs sons, dénommé nécrophone (spirit phone en anglais).

#### Apparition du spiritisme kardéciste en France

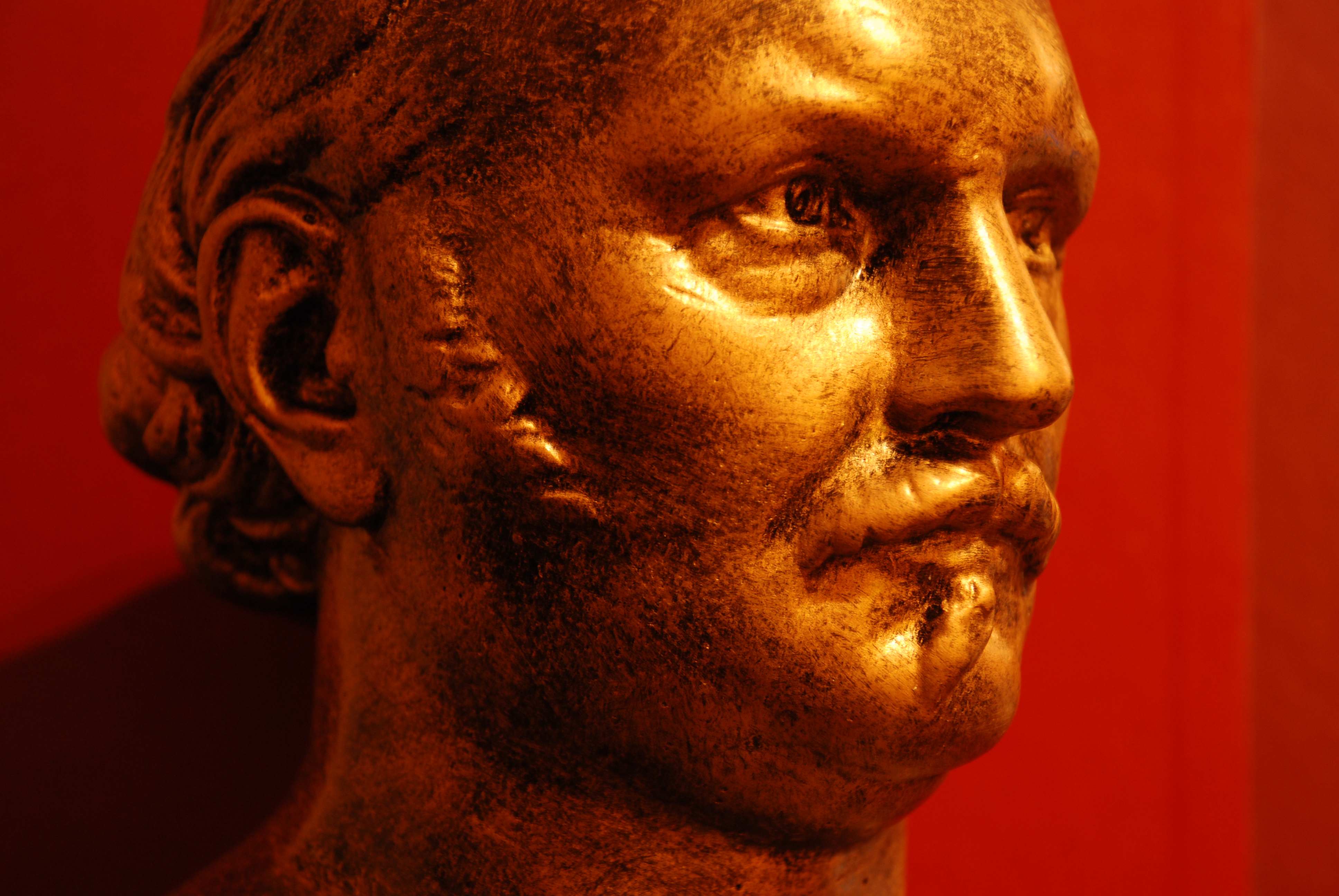
Buste d'Allan Kardec.

Instituteur lyonnais, Hippolyte Léon Rivail Denizard dit Allan Kardec s'intéresse d'abord aux recherches sur le magnétisme et l'hypnose. Il observe les réunions médiumniques qui se multiplient en Europe. En 1853, l'académicien Saint-René Taillandier lui remet des messages retranscrits par des médiums. Kardec se lance alors dans une analyse des phénomènes supposés faire intervenir des esprits. Il ne fut jamais médium lui-même comme il est parfois précisé à tort, mais fit appel au concours d'une dizaine de médiums autoproclamés pour recevoir les enseignements des esprits. Après un énorme travail de synthèse, il publie le 18 avril 1857 son œuvre majeure : Le livre des Esprits.
En 1858, il fonde la Société parisienne d'études spirites ainsi que le journal La Revue spirite. Par la suite, il rédige Le Livre des médiums, L'Évangile selon le spiritisme, Le Ciel et l'Enfer et La Genèse selon le spiritisme.
Pour Allan Kardec, la compréhension de la philosophie spirite prime largement les expériences de communication avec l'au-delà. « Kardec répétait volontiers qu'en matière de spiritisme, la partie expérimentale est secondaire par rapport à la doctrine philosophique. » Les spirites de France diffèrent des spirites anglo-saxons en ce que leurs « esprits » enseignent la réincarnation contrairement à ceux des États-Unis et de Grande-Bretagne.
Après la mort de Kardec en 1869, ses principaux continuateurs en France sont Gabriel Delanne, Leon Denis et l'astronome Camille Flammarion qui prononce l'éloge funèbre de Kardec. La doctrine spirite connait dans la seconde moitié du XIXe siècle une expansion et une popularité importante, notamment dans les milieux intellectuels, littéraires ou savants. Le photographe Édouard Buguet qui propose à ses clients leur portrait avec l'esprit d'un être cher disparu, Victor Hugo qui affirme communiquer avec sa fille décédée, Léopoldine, et déclare « ceux que nous pleurons ne sont pas absents, ce sont les invisibles ». Alexandre Dumas participe à des séances de tables tournantes et y côtoie George Sand, Victorien Sardou et Théophile Gautier. Sir Arthur Conan Doyle s'engage en faveur du spiritisme et ouvre rue Victoria, à Londres, en 1925 une librairie spirite : The Psychic Bookshop. L'auteur de Sherlock Holmes consacre la fin de sa vie à animer des conférences sur le spiritisme et sur le spiritualisme dans le monde entier. Il préside le Congrès spirite mondial de Londres, en 1928.
Au XIXe siècle, les médiums les plus connus sont Marthe Béraud, Franek Kluski, Jan Guzyk, Eusapia Palladino, Stephen Ossowiecki et Jakob Lorber, le « scribe de Dieu ». Au cours du temps et jusqu'à aujourd'hui, les personnalités les plus notables sont : Léon Denis, Gabriel Delanne, Johannes Greber, Carl Wickland, Francisco Cándido Xavier, François Brune, Jean Prieur, Tommaso Palamidessi ou encore Serge Girard.
Dans le vocabulaire courant, le mot « spiritisme » désigne les pratiques popularisées aux États-Unis par les sœurs Fox à partir de 1848, tout comme celle des « tables tournantes », et toutes les méthodes visant à communiquer avec l'au-delà. En fait, il y a là un abus de langage, même si l'usage l'a consacré, puisque le mot ne fut inventé par Allan Kardec, qu'en 1857, pour désigner sa doctrine. Jusque-là on parlait de « phénomènes magnétiques », de « phénomènes du spiritualisme », ou « spiritualisme moderne », ou de « spiritualisme américain ». Si le terme s'est imposé rapidement c'est parce qu'il permettait de lever une ambiguïté lexicale. En effet, la traduction de spiritualism (le mot en usage dans les pays anglo-saxons) par « spiritualisme » passait mal en français, parce que ce mot avait déjà une signification, celle du spiritualisme philosophique. Ainsi, le mot « spiritisme », conçu à l'origine pour nommer exclusivement la doctrine spirite française, s'appliqua progressivement à l'ensemble des croyances et activités liées à la communication avec les esprits, à travers le monde.

## Critiques
Dans son étude de 1901, Théodore Flournoy déclare n'avoir trouvé au cours de ses investigations « aucun fait probant en faveur du paranormal (…) » et qu'elles n'ont « pas peu contribué à augmenter ma méfiance à l'endroit du spiritisme en me faisant constater d'une part la richesse et l'étendue des moyens par lesquels, chez les médiums les plus sincères, le jeu subconscient des facultés mentales arrive à simuler les messages de l'au-delà et d'autre part la prodigieuse complaisance que des gens, d'ailleurs très cultivés, mais enclins aux doctrines occultes, mettent à se laisser leurrer ».
En 1923, l'auteur ésotériste français René Guénon publie L'Erreur spirite, un exposé de 400 pages sur la doctrine de Kardec qu'il qualifie de « matérialisme à peine déguisé ». À ses yeux, le spiritisme représente une « erreur moderne » qui ne doit rien aux religions véritables. Il considère que les explications données par le spiritisme moderne à propos de phénomènes étranges connus depuis l'Antiquité sont erronés.